# Josef 1. af Portugal
Josef 1. (portugisisk: Dom José I)  (6. juni 1714 – 24. februar 1777) var konge af Portugal fra 1750 til 1777.
Josef 1. var søn af Kong Johan 5. af Portugal. Han giftede sig med Mariana af Spanien i 1729. De fik fire døtre, deriblandt den senere dronning Maria, der blev gift med sin onkel, Josefs yngre bror Peter.
Josef lod sig styre af sin statsminister, Markis de Pombal.